# Gustav Haloun
Gustav Haloun (ur. 12 stycznia 1898 w Brtnicy, zm. 24 grudnia 1951 w Cambridge) – czeski sinolog.
Kształcił się w Wiedniu i Lipsku. Wykładał w Pradze (1927–1927), Halle (1928–1931) i Getyndze (1931–1938).